# Гиларий Тулузский
Гиларий (лат. Hylarius, Hilaris, Yllarius) — святой Римско-Католической церкви, третий епископ Тулузы (358 - 360 гг.).

## Биография
Гиларий жил в IV веке. В 358 году был назначен епископом Тулузы. Гиларий обнаружил мощи святого Сатурнина и построил в его честь небольшую часовню.
Умер в 360 году. Его преемником на кафедре Тулузы стал святой Сильвий.

## Прославление
Гиларий стал почитаться святым с начала пятого века.
Мощи святого Гилария были перенесены в базилику святого Сатурнина в 1265 году, где они хранятся в настоящее время.
День памяти в Католической церкви — 20 мая.

## Источник
- Patrice Cabau. «Les évêques de Toulouse (IIIe-XIVe siècles) et les lieux de leur sépulture», Mémoires de la Société archéologique du Midi de la France, стр. 123—162 (1999). (фр.)